# Liste der iranischen Botschafter in Schweden
Dies ist eine Liste der persischen und iranischen Botschafter in Schweden. 1896 nahm Ahmad Schah Kadschar über seinen Botschafter in Sankt Petersburg diplomatische Beziehungen zur
Regierung von Erik Gustaf Boström auf. Die erste Schwedische Gesandtschaft wurde 1919 in Stockholm errichtet.
Die Adresse der Gesandtschaft Persiens lautet Strandvagen 57. Stockholm.

## Liste
| Ernennung Akkreditierung | Name                           | Bemerkungen                                                                                                  | ernannt von           | akkreditiert bei der Regierung | Posten verlassen |
| ------------------------ | ------------------------------ | --- | --------------------- | ------------------------------ | ---------------- |
| 1919                     | Assad Khan Assad Bahador       | | Ahmad Schah Kadschar  | Carl Swartz                    | 1920             |
| 1921                     | Ghaffar Khan Jalal-ol-Saltaneh | | Ahmad Schah Kadschar  | Oscar von Sydow                | 1922             |
| 1925                     | Hassan Arfa                    | | Reza Schah Pahlavi    | Rickard Sandler                | 1934             |
| 1934                     | Assad Khan Assad Bahador       | | Reza Schah Pahlavi    | Felix Hamrin                   | 1939             |
| 1941                     | Abdol Hossein Massoud Ansari   | [ 1 ] | Mohammad Reza Pahlavi | Per Albin Hansson              | 1944             |
| 1945                     | Bagher Kazemi                  | | Mohammad Reza Pahlavi | Per Albin Hansson              | 1950             |
| 16. Apr. 1950            | Fazlollah Nabil                | | Mohammad Reza Pahlavi | Östen Undén                    | 1952             |
| 1952                     | Abbas Forouhar                 | ebenfalls bei den Regierungen von Dänemark, Finnland, Island und Norwegen akkreditiert.                      | Mohammad Reza Pahlavi | Tage Erlander                  | 1953             |
| 1953                     | Fazlollah Nabil                | | Mohammad Reza Pahlavi | Tage Erlander                  | 1957             |
| 1958                     | Hossein Navab                  | | Mohammad Reza Pahlavi | Tage Erlander                  | 1959             |
| 1959                     | Gholam-Hossein Forouhar        | auch bei den Regierungen von Island und Norwegen akkreditiert.                                               | Mohammad Reza Pahlavi | Tage Erlander                  | 1963             |
| 1963                     | Morteza Adl Tabatabai          | | Mohammad Reza Pahlavi | Tage Erlander                  | 1966             |
| 1966                     | Akbar Darai                    | auch bei den Regierungen von Finnland und Island akkreditiert Akbar Darai war 1977 Botschafter in Warschau.  | Mohammad Reza Pahlavi | Tage Erlander                  | 1970             |
| 1970                     | Issa Malek                     | auch in Finnland und Island akkreditiert Issa Malek war 1973 Protokollchef des persischen Außenministeriums. | Mohammad Reza Pahlavi | Olof Palme                     | 1974             |
| 1974                     | Manouchehr Marzban             | | Mohammad Reza Pahlavi | Olof Palme                     | 1. Mai 1979      |
| 1979                     | Hamzeh Sabouri                 | | Mohammad Reza Pahlavi | Thorbjörn Fälldin              | 1979             |
| 1979                     | Abbas Amir-Entezam             | | Mohammad Reza Pahlavi | Thorbjörn Fälldin              | 1. Juni 1979     |
| 1. Juni 1979             | Parviz Khazai                  | [ 2 ] | Abolhassan Banisadr   | Thorbjörn Fälldin              | 7. Okt. 1980     |
| 1980                     | Abdol Rahim Gavahi             | | Abolhassan Banisadr   | Thorbjörn Fälldin              | 1981             |
| 1981                     | Said Kalantarnia               | [ 3 ] | Ali Chamene’i         | Thorbjörn Fälldin              | 1985             |
| 1985                     | Jafar Shamsian                 | [ 4 ] | Ali Chamene’i         | Olof Palme                     | 1986             |
| 1986                     | Mehdi Danesh Yazdi             | | Ali Chamene’i         | Ingvar Carlsson                |                  |